# Кубок Німеччини з футболу 1967
Кубок Німеччини з футболу 1967 — 24-й розіграш кубкового футбольного турніру в Німеччині, 15 кубковий турнір на території Федеративної Республіки Німеччина після закінчення Другої світової війни. У кубку взяли участь 34 команди. Переможцем кубка Німеччини вдруге поспіль стала Баварія (Мюнхен).

## Кваліфікаційний раунд
| Команда 1                | Рахунок | Команда 2                     |
| ------------------------ | ------- | ----------------------------- |
| 26 грудня 1966           |         |                               |
| Альтона-93 (Гамбург) (2) | 2:1     | Нюрнберг                      |
| 31 грудня 1966           |         |                               |
| Гессен (Кассель) (2)     | 6:2     | Айнтрахт (Франкфурт-на-Майні) |

## Перший раунд
| Команда 1                    | Рахунок | Команда 2                 |
| ---------------------------- | ------- | ------------------------- |
| 14 січня 1967                |         |                           |
| Гессен (Кассель) (2)         | 2:2 дч  | Вердер                    |
| Любек (2)                    | 0:1 дч  | Кікерс (Оффенбах) (2)     |
| Еркеншвік (2)                | 1:0     | Штутгартер Кікерс (2)     |
| Альтона-93 (Гамбург) (2)     | 0:6     | Гамбург                   |
| Боруссія (Дортмунд)          | 2:2 дч  | Кельн                     |
| Рот-Вайс (Ессен)             | 1:2     | Карлсруе СК               |
| Алеманія (Аахен) (2)         | 1:1 дч  | Пірмазенс (2)             |
| Саарбрюкен (2)               | 2:4     | Штутгарт                  |
| Шальке 04                    | 4:2     | Боруссія (Менхенгладбах)  |
| Дуйсбургер (2)               | 0:2     | Шварц-Вайс (Ессен) (2)    |
| Вальдгоф (2)                 | 1:3     | Фортуна (Дюссельдорф)     |
| Герта (Західний Берлін) (2)  | 2:3 дч  | Баварія (Мюнхен)          |
| Айнтрахт (Брауншвейг)        | 2:3 дч  | Дуйсбург                  |
| Армінія (Ганновер) (2)       | 1:4     | Мюнхен 1860               |
| 15 січня 1967                |         |                           |
| Ганновер 96 (аматори)        | 2:2 дч  | Боруссія (Нойнкірхен) (2) |
| 18 січня 1967                |         |                           |
| Кайзерслаутерн               | 2:1     | Ганновер 96               |
| 24 січня 1967 (перегравання) |         |                           |
| Кельн                        | 1:0     | Боруссія (Дортмунд)       |
| 25 січня 1967 (перегравання) |         |                           |
| Пірмазенс (2)                | 0:1     | Алеманія (Аахен) (2)      |
| Боруссія (Нойнкірхен) (2)    | 2:1     | Ганновер 96 (аматори)     |
| Вердер                       | 2:1     | Гессен (Кассель) (2)      |

## Другий раунд
| Команда 1                     | Рахунок | Команда 2                 |
| ----------------------------- | ------- | ------------------------- |
| 3 лютого 1967                 |         |                           |
| Кельн                         | 0:0 дч  | Гамбург                   |
| 4 лютого 1967                 |         |                           |
| Боруссія (Нойнкірхен) (2)     | 1:1 дч  | Вердер                    |
| Шварц-Вайс (Ессен) (2)        | 1:1 дч  | Фортуна (Дюссельдорф)     |
| Еркеншвік (2)                 | 1:3     | Баварія (Мюнхен)          |
| Алеманія (Аахен) (2)          | 4:2     | Карлсруе СК               |
| Штутгарт                      | 0:1     | Шальке 04                 |
| Кайзерслаутерн                | 0:0     | Кікерс (Оффенбах) (2)     |
| Мюнхен 1860                   | 1:0     | Дуйсбург                  |
| 14 лютого 1967 (перегравання) |         |                           |
| Кікерс (Оффенбах) (2)         | 1:0 дч  | Кайзерслаутерн            |
| Вердер                        | 1:2     | Боруссія (Нойнкірхен) (2) |
| Гамбург                       | 2:0     | Кельн                     |
| 15 лютого 1967 (перегравання) |         |                           |
| Фортуна (Дюссельдорф)         | 1:0     | Шварц-Вайс (Ессен) (2)    |

## Чвертьфінали
| Команда 1                     | Рахунок | Команда 2                 |
| ----------------------------- | ------- | ------------------------- |
| 25 березня 1967               |         |                           |
| Мюнхен 1860                   | 2:0     | Фортуна (Дюссельдорф)     |
| Кікерс (Оффенбах) (2)         | 0:0 дч  | Гамбург                   |
| Алеманія (Аахен) (2)          | 3:1     | Боруссія (Нойнкірхен) (2) |
| Шальке 04                     | 2:3     | Баварія (Мюнхен)          |
| 12 квітня 1967 (перегравання) |         |                           |
| Гамбург                       | 2:0     | Кікерс (Оффенбах) (2)     |

## Півфінали
| Команда 1        | Рахунок | Команда 2            |
| ---------------- | ------- | -------------------- |
| 6 травня 1967    |         |                      |
| Гамбург          | 3:1     | Алеманія (Аахен) (2) |
| Баварія (Мюнхен) | 3:1     | Мюнхен 1860          |

## Фінал
| 10 червня 1967 16:00 (CET) |

| Гамбург | 0:4      | Баварія (Мюнхен)                                    |
| ------- | -------- | --------------------------------------------------- |
|         | Протокол | Мюллер 23', 76' Ольгаузер 72' Бреннінгер 85' (пен.) |

| Неккарштадіон, Штутгарт Глядачів: 68 000 Арбітр: Карл Німаєр |